# Монкальери
Монкалье́ри (итал. Moncalieri, пьем. Moncalé) — коммуна в Италии, южный пригород Турина с населением в 57 530 жителей на 1 января 2017 года, знаменитый замком Иоланды Савойской, в котором умерли короли Виктор Эммануил I и Виктор Амадей III. В числе других дворцов Савойского дома он находится под охраной ЮНЕСКО как памятник Всемирного наследия. Другие достопримечательности — церковь Санта-Мария-делла-Скала XIV века и астрономическая обсерватория монахов-варнавитов. Монкальери — город по итальянским меркам молодой. Он был основан в 1228 году бежавшими от набегов кьерийцев жителями Тестоны. В 1703 году «ангельская Мария» основала здесь монастырь босых кармелиток, где покоятся её мощи.
Входит в провинцию Турин в области Пьемонте. Площадь 47,53 квадратного километра.

## Города-побратимы
- Баден-Баден, Германия
- Элиникон — Арьируполис, Греция